# Solomon Freehof

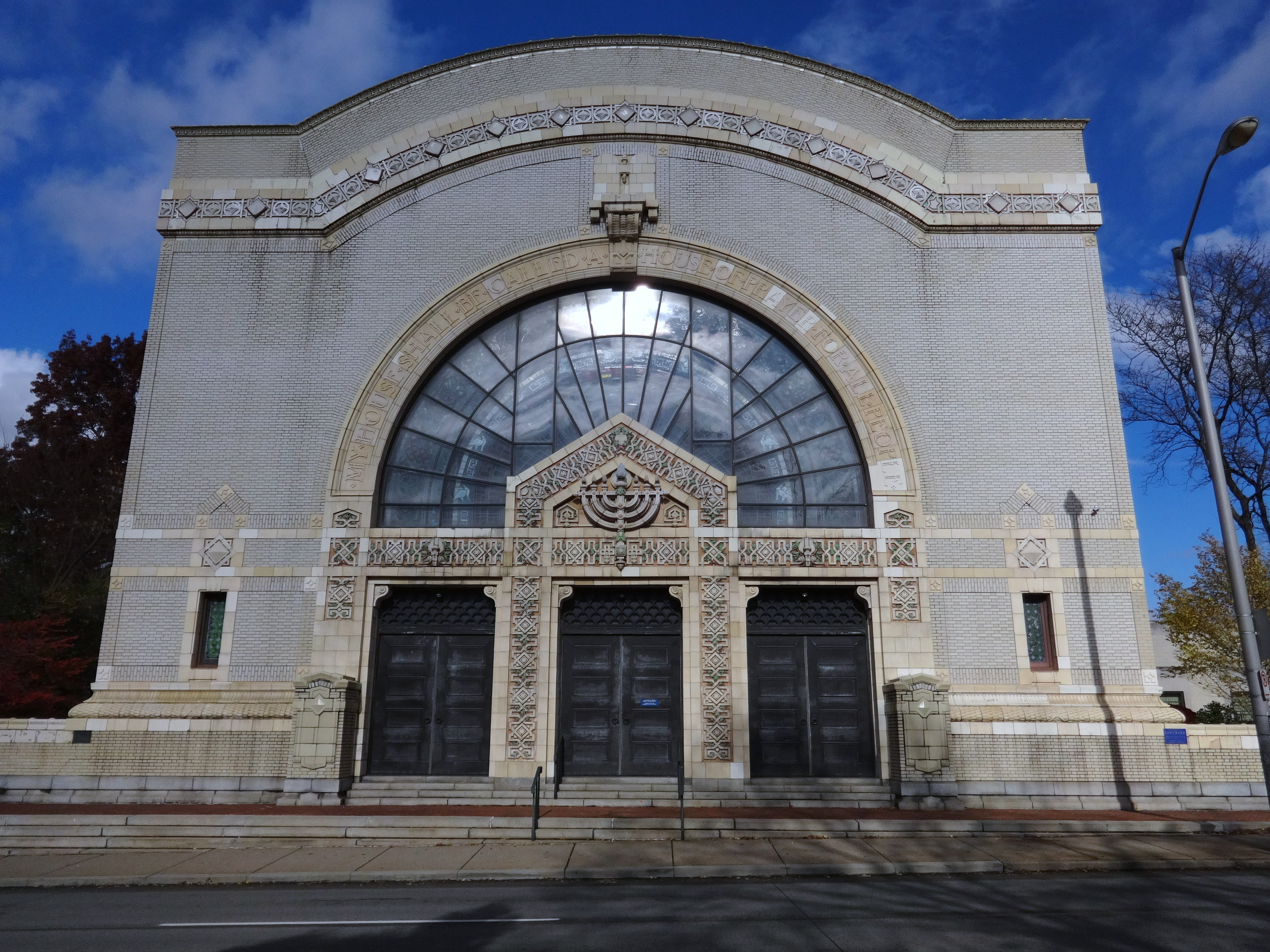
Rodef Shalom Temple in Pittsburgh, Solomon B. Freehof war hier Senior Rabbi von 1934 bis 1966

Solomon Bennett Freehof (geboren 8. August 1892 in London; gestorben 12. Juni 1990 in Pittsburgh) war ein US-amerikanischer Rabbiner des Reformjudentums. Er ist bekannt als Verfasser religionsgesetzlicher Entscheide (Posek), Buchautor und Bibelwissenschaftler.

## Leben

### Familie
Solomon Freehofs Familie führt sich väterlicherseits auf Frieda Schneersohn, die älteste Tochter des Schneur Salman von Ljady, zurück. Sein Vater, Isaac Freilachoff, stammte aus Schklou (heute Belarus) und zog nach Tschernigow, um dort die Kunst eines Toraschreibers zu lernen. Dort heiratete er Golda Blonstein. Isaac Freilachoff entwickelte sich von einem Lubawitscher Chassiden zu einem Anhänger des Maggid von Kamenets, der zur Chibbat-Zion-Bewegung gehörte. Als die Eheleute Freilachoff um 1890 mit ihrem ältesten Sohn Morris (Moshe) von Tschernigow nach London zogen, scheinen sie eine traditionalistische, früh-zionistische Form des Judentums gelebt zu haben. Die Familie wohnte im Londoner East End, wo die weiteren Kinder zur Welt kamen: der Sohn Solomon und die Töchter Jane, Ada, Esther und Fannie. Isaac Freilachoff verdiente seinen Lebensunterhalt durch das Schreiben wie auch Korrekturlesen von Torarollen. Über Solomon Freilachoffs Kindheit in dieser traditionell jüdischen Nachbarschaft ist wenig bekannt.

### Jugend in Baltimore
1902 wanderte der Vater mit dem ältesten Sohn in die Vereinigten Staaten aus, wo er in Baltimore die Kosten für die Überfahrt der übrigen Familienmitglieder erarbeitete. Während die meisten jüdischen Einwanderer Arbeit in der Textilindustrie von Baltimore fanden, arbeitete Isaac Freilachoff weiter als Toraschreiber. Weil er dafür weniger Aufträge als in London erhielt, erwarb er eine zusätzliche Qualifikation als Mohel. 1903 folgte die Mutter mit den übrigen Kindern nach. Die große jüdische Gemeinde in Baltimore war stark von der deutschen Kultur geprägt. Solomon besuchte eine deutsch-englische öffentliche Schule und eine Talmud-Tora-Schule. In Baltimore lernte Solomon Freilachoff als Jugendlicher die Gemeinde Oheb Shalom kennen, die unter Leitung des Rabbiners William Rosenau eine recht konservative Form des Reformjudentums vertrat. Freilachoff entwickelte sich von einem orthodoxen oder jedenfalls traditionellen Juden zum Anhänger der Reformbewegung, wobei die Motive im Dunkeln bleiben. Für viele (ost)europäische Juden scheint nach der Einwanderung die bisherige Lebensweise nicht mehr recht gepasst zu haben, und die Reformbewegung stellte sich als das amerikanische Judentum mit Zukunftsperspektive dar. Manifest wurde Solomon Freilachoffs religiöse Entwicklung dadurch, dass er zusammen mit einem Freund Rosenau kontaktierte und sich nach den Möglichkeiten eines Rabbinatsstudiums am Hebrew Union College (HUC) erkundigte. Rosenau erteilte den beiden Privatunterricht zur Vorbereitung des Studiums.

### Hebrew Union College
1910 nahm Solomon Freilachoff das Studium am Hebrew Union College auf und änderte seinen Nachnamen zu Freehof. Zu seinen akademischen Lehrern am HUC gehörten Ephraim Feldman, Gotthard Deutsch, Moses Buttenwieser, David Neumark, Julian Morgenstern und Henry Englander, außerdem Kaufmann Kohler, der die Ausrichtung des College in jenen Jahren prägte. Freehof schätzte den Autodidakten Feldman, der Talmud unterrichtete; nach dessen Tod unterrichtete Jacob Zallel Lauterbach dieses Fach, ein Absolvent des orthodoxen Berliner Rabbinerseminars von Esriel Hildesheimer, der zusätzlich an der Universität Göttingen promoviert hatte. Lauterbach hatte ebenso wie andere Dozenten mit europäischem Hintergrund erhebliche Probleme, auf die Studenten einzugehen, von denen viele kaum Vorkenntnisse des Talmud mitbrachten. Freehof machte als hervorragender Student und auch als Prediger auf sich aufmerksam (es war üblich, dass Rabbinatsstudenten für Gottesdienste in Reformgemeinden angefragt wurden). Kohler vertrat eine dezidiert antizionistische Linie; ungeachtet dessen gewann der Zionismus unter den Studenten stark an Zuspruch. Das gilt auch für Freehof, der allerdings kein Aktivist war und auch nicht formell der zionistischen Organisation des HUC angehörte.
Nachdem Freehof 1915 zum Rabbiner ordiniert worden war, unterrichtete er Mischna und Midrasch am HUC. Von Ende 1918 bis Sommer 1919 war er als Militärrabbiner der US-Armee in Frankreich und Deutschland tätig und kehrte im Herbst als Professor an das Hebrew Union College zurück. Das Reformjudentum unternahm wie andere „liberale“ Organisationen in den Zwischenkriegsjahren Anstrengungen, um in der Bevölkerung als „100 % amerikanisch“ anerkannt zu werden. In diesem Kontext setzte sich Freehof 1920 zusammen mit Deutsch und Lauterbach für den Ausschluss zweier Studenten ein, die als Sozialisten galten. Freehofs vertrat hier eine harte Linie, obwohl er persönlich in dieser Zeit durchaus sozialistische Sympathien hatte und z. B. sein älterer Bruder Morris ein Aktivist von Poale Zion war. Seine Predigten zeigen ihn als Liberalen ohne sozialistische Bezugnahmen.

### Rabbinat und Responsen
1924 verließ Solomon Freehof das College und trat eine Stelle als Rabbiner der Gemeinde Kehilath Anshe Mayriv in Chicago an; von 1934 bis 1966 war er Senior Rabbi der Gemeinde Rodef Shalom in Pittsburgh. Unter Freehofs Leitung wuchs die Gemeinde, was auch in Bauprojekten Ausdruck fand. Freehof nutzte die Kanzel, um religiöses Wissen zu vermitteln. Seine Vorträge zogen sonntags Hunderte von Zuhörern an. Auch Buchbesprechungen, die er unter der Woche anbot, wurden viel besucht.
Von 1943 bis 1945 war Solomon Freehof Präsident der Central Conference of the American Rabbis (CCAR), der Dachorganisation der US-amerikanischen Reformrabbiner. Er war Vorsitzender der CCAR-Liturgiekommission 1939 bis 1941, in einer Zeit, in der das Union Prayerbook umfassend überarbeitet wurde. 1955 wurde er Vorsitzender der CCAR-Responsenkommission. Als erster US-Amerikaner war er von 1959 bis 1964 Präsident der World Union for Progressive Judaism.
Solomon Freehof war seit dem 29. Oktober 1934 mit Lillian geb. Simon verheiratet; die Ehe blieb kinderlos. Lillian S. Freehof wurde als Autorin religiöser Kinderbücher bekannt.

## Lehre
Solomon Freehof nahm eine führende Rolle bei dem Projekt ein, das Reformjudentum stärker mit der jüdischen Tradition zu verbinden. Das war vom Selbstverständnis der Bewegung her nicht einfach durch Rückgriff auf die Halacha möglich; das Konzept des Minhag (Brauch) schuf eine flexiblere Verbindung mit der Vergangenheit. Freehof schlug vor, Minhagim einen normativen Status zu geben, so dass sie eine Art religiöser Verpflichtung darstellten. In einem geschichtlichen Rückblick erläuterte Freehof 1944 (Reform Jewish Practice and its Rabbinic Background), dass nach der Zerstörung des Jerusalemer Tempels im Jahre 70 n. Chr. der Sanhedrin nicht mehr tagen konnte und daher außerstande gewesen sei, die erheblichen Änderungen der Halacha zu veranlassen, die durch das Leben in der Diaspora notwendig wurden. In dieser Situation sei es die kreative Kraft (= Minhag) des Volkes, nicht der Rabbinen gewesen, die diese Anpassungen schuf, welche dann vom Religionsgesetz nachvollzogen und systematisiert worden seien. Ebenso sei es in der Gegenwart die kreative Kraft des Volkes, die die notwendige Anpassungsleistung an die moderne Welt erbringe, und das Reformjudentum habe bereits eine Tradition moderner Minhagim, die es zu erkunden gelte.
Zwar verfassten bereits Kaufmann Kohler und Gotthard Deutsch als Reformrabbiner Responsen, aber mit Solomon Freehof begann etwas Neues. Er wurde als der erste Posek des Reformjudentums wahrgenommen, mit der Wirkung, dass die Anzahl religionsgesetzlicher Anfragen erheblich stieg und Sammlungen der von ihm verfassten Gutachten einen Großteil seiner Veröffentlichungen ausmachten. Insgesamt wurden 539 Responsen Freehofs veröffentlicht. In einer Rede vor Reformrabbinern von New York City 1961 (Reform Judaism and the Legal Tradition) legte Freehof seine Grundsätze dar: Die Halacha sei heute nicht mehr anwendbar, da es auf diesem Feld zwar Interpretation, aber keine (innovative) Gesetzgebung mehr gebe. Ein Grund dafür sei, dass orthodoxe Kenner der Halacha Neuerungen prinzipiell ablehnten und aus ihrem Selbstbild heraus das Treffen von Entscheidungen scheuten. Das Reformjudentum habe in seiner Frühzeit notwendigerweise dagegen aufbegehrt. Nun aber gelte es, die eigene Unabhängigkeit zu wahren und an die Tradition anzuknüpfen: „Wir nehmen Kontakt auf mit der großen rabbinischen intellektuellen Tradition und schauen, wobei sie uns helfen kann. Wenn wir Fälle finden, in denen die rabbinische Tradition nicht mit dem Leben zusammenpasst, nehmen wir in diesen Fällen Partei für das Leben, so wie jeder es tut. Ich folge versuchsweise der Regel, dass die Halacha uns führt, aber nicht regiert (our guidance and not our governance). Das halte ich nicht für ein Prinzip, nur für eine Faustregel, die wir unterwegs anwenden können.“ Der erste Responsen-Band, den Freehof 1960 veröffentlichte, ist ausgesprochen traditionell in seiner Darbietung des Stoffs und den zugrunde gelegten Quellen. Nur selten zitiert Freehof Werke der Wissenschaft des Judentums oder Positionen von Fachleuten, vor allem von Medizinern; ausgiebig kommen die Klassiker der rabbinischen Literatur zu Wort. Ein (konservativer) Kritiker des zweiten, 1963 erschienenen Bandes stellte fest, dass es sich eigentlich nicht um Responsen handle. Im ersten Teil der Ausarbeitung präsentiere Freehof die relevanten Quellen, im zweiten Teil fälle er eine Entscheidung entsprechend den Befindlichkeiten und Bedürfnissen einer modernen jüdischen Gemeinde, und beide Teile seien kaum miteinander verbunden. Diese Kritik betrifft aber nur die relativ seltenen Fälle, in denen Freehof sich gegen die halachische Tradition entschied. Das Besondere seiner Responsen ist, dass sie in ihrer großen Mehrheit innerhalb des traditionellen Argumentationsrahmens eine liberale Position begründen.
Das Solomon B. Freehof Institute of Progressive Halakha widmet sich der Weiterentwicklung der liberalen Halacha.

## Veröffentlichungen (Auswahl)
- Preface to Scripture: A Guide to the Understanding of the Bible in Accordance with the Jewish Tradition, Cincinnati 1950
- The responsa literature. Jewish Publication Society of America, Philadelphia 1959.
- Current Reform responsa. Hebrew Union College Press, Cincinnati 1969.
- Reform responsa, and Recent Reform responsa. Ktav, New York 1973.
- The Book of Isaiah. A Commentary (The Jewish Commentary for Bible Readers). Union of American Hebrew Congregations, New York 1972.
- The Book of Jeremiah. A Commentary (The Jewish Commentary for Bible Readers). Union of American Hebrew Congregations, New York 1977.